# Sceptical Vision
Sceptical Vision – debiutancki album zespołu Hyperial wydany w roku 2010 nakładem Psycho Records. Wydawnictwo zostało zarejestrowane w styczniu 2009 roku w prywatnym studio w Morągu we współpracy z Michałem Grabowskim.

Autorami oprawy graficznej są Kamil Grochowski i Łukasz Kenig.

## Lista utworów
Opracowano na podstawie materiału źródłowego.
1. "Nemesis" (Aneta Pawtel) - 2:07
2. "Sceptical Mind" (Hyperial) - 4:26
3. "Metaphor" (Hyperial) - 3:31
4. "Insane" (Hyperial) - 4:22
5. "Carrion" (Hyperial) - 4:04
6. "Future Is Your Eternity" (Hyperial) - 5:22
7. "Armageddon" (Hyperial) - 3:33
8. "Genesis" (Aneta Pawtel) - 1:59
9. "Belly of the Beast" (Danzig cover) - 3:46

## Twórcy
Opracowano na podstawie materiału źródłowego.
| - Kamil "Grochu" Grochowski – gitara, śpiew - Konrad "Kula" Kulesza - gitara - Artur Miarka – gitara basowa - Aneta "Darklady" Pawtel - instrumenty klawiszowe - Artur "Shpagat" Kański – perkusja - Michał Grabowski - produkcja muzyczna, mastering - Kamil Grochowski, Łukasz Kenig - oprawa graficzna |